# Тюрим (река)
Тюрим — река в России. Протекает по Ширинскому району Хакасии. Правый приток реки Белый Июс, на 88-м км., урез устья — 423 м. Длина — 24 км. Исток у подножия Кашкулакского массива на высоте ок. 816 м.

## Этимология
Тюрим от хак. Тӱрим — «закрученный» (Тӱрим чул — «закрученный ручей» (по Бутанаеву В. Я.).

## Гидрология
Питание дождевое и грунтовое, в весеннее время из-за обильного снеготаяния выходит из берегов, затапливая низины Тюримского лога. Значимые притоки отсутствуют.

## География
В верхнем течении речка протекает по лесистому региону, представленному смешанным лесом. Местами ельники. По всей пойме произрастает смородина чёрная и смородина красная. Вода пригодна для питья в сыром виде.
В нижнем (степном) течении речка протекает через засушливый степной ландшафт и постепенно теряется в районе горы Орт-Хая (более известной в просторечии как «Девятый Сундук»). Немало способствует пересыханию речки ответвления для снабжения водой с.Топанов. В бытность существования молочно товарной фермы с. Топанов из р. Тюрим осуществлялся водозабор для водонапорной башни (для чего существовала дамба и шлюз, ныне шлюз разрушен). Также в 3 км вниз по течению от с. Топанов существовал шлюз для запасания воды и водопоя скота (ныне разрушен). Сырая вода для питья непригодна, так как может существовать риск загрязнения домашними животными.

## Геология
Пойма р. Тюрим пересекает несколько геологических районов. Район устья сложен позднеордовикскими интрузиями ордовикской системы юлинского комплекса (комплекс юлинской свиты). Далее — венд-нижне- и среднекембриевые отложения (известняки, песчаники, алевролиты, туфы) таржульской свиты. Затем позднерифейские отложения тюримской свиты (известняки, песчаники, алевролиты) (иногда ошибочно: сынныгская свита). Далее венд-нижнекембриская таржульская свита, переходящая в средне- позднеордовикские интрузии кашкулакской свиты. Последние 5 км до своего устья — нижний карбон турнейского яруса (туфопесчаники, песчаники, известняки, конгломераты).

## Хозяйственное использование
Используется для водопоя скота, водозабора для полива и технических нужд с. Топанов.

## Интересные факты
Река Тюрим примечательна тем, что вдоль неё располагается значительное количество исторических достопримечательностей. В Тюримском логу проходит грунтово-обсыпная дорога Топанов — лесоучасток Тюрим (нежил.) в Кашкулакскую пещеру, которая, как считается, была культовым местом со II в. до н. э., а в настоящее время здесь отправляется шаманистский культ. Рядом с с. Топанов располагается раскоп Топановского кургана раннетагарского периода. Также, в нижнем течении, до пересечения автомобильной дорогой Шира — Коммунар, речка пересекает долину с несколькими курганами, здесь же на горе по правому берегу в 2003 году было раскопано святилище раннетагарского периода. Далее вниз по течению (ок. 3 км.) от моста речка пересекает долину курганов внушительных размеров в седловине г. Орт-Хая (Девяный Сундук) и г. Узун-Хая (Восьмой Сундук).